# Spodnje Gruškovje
Spodnje Gruškovje – wieś w Słowenii, w gminie Podlehnik. W 2018 roku liczyła 42 mieszkańców.